# Grecy w Zambii
Społeczność grecka w Zambii składa się z ok. 400 osób (według innych danych 700). Większość z nich mieszka w stolicy kraju, Lusace.

## Początki
Historia Greków w Zambii sięga początków XX wieku, gdy wielu obywateli tego kraju osiedliło się w pobliskim Wolnym Państwie Kongo, połączonym unią personalną z Belgią (obecnie Demokratyczna Republika Konga). W latach 20. XX wieku greccy kupcy i rybacy tworzyli skupisko w prowincji Katanga, skąd sprzedawali towary do Zambii, wykorzystując spławne rzeki do transportu produktów. Wielu z nich później osiedliło się w Zambii i tam pozostało. W roku 1950 w Zambii mieszkało ok. 500 Greków, a w roku 1996 grecka społeczność w Zambii liczyła ok. 700 osób.

## Obecna sytuacja
Społeczność grecka posiada kompleks budynków w Lusace, w którego skład wchodzą m.in. cerkiew św. Aleksandra, ratusz i żłobek. Rozpoczęto też budowę centrum misyjnego na przedmieściach stolicy Zambii. Ponadto w Luanshya znajduje się cerkiew Zwiastowania Pańskiego, a w Kitwe cerkiew św. Andrzeja.
Grecja nie posiada ambasady w Zambii (jej rolę pełni ambasada w Zimbabwe), natomiast w Lusace ma siedzibę grecki konsulat. Zambia nie posiada żadnej jednostki konsularnej w Grecji.

## Literatura dodatkowa
- Jorgos P. Sakelaridis: Hoi Hellēnes en tē Homospondia Kentrikēs Aphrikēs. Ateny: Adamas Printers, 1959. OCLC 85078171. (gr.). Brak numerów stron w książce